# Pipper en ruta
Pipper en ruta es un programa de archivo que emite La 2 en el cual se muestra los lugares en España donde se puede viajar con las mascotas sin ningún problema.

## Estructura del programa
Pipper, el popular perro influyente, conocido tras convertirse en el primer perro turista que da la vuelta a España para promover la integración de las mascotas en transportes, hostelería y atracciones turísticas, protagoniza el nuevo espacio de viajes junto a su humano, el periodista donostiarra Pablo Muñoz Gabilondo. En cada capítulo, el programa descubrirá las atracciones turísticas del destino elegido, todas accesibles para familias con mascotas, y nos enseñará a viajar con ellas para hacer realidad su lema: “Perros educados, bienvenidos”. Además, acercará al espectador historias de solidaridad y segundas oportunidades en el campo de la protección animal.  Y casos de perros extraordinarios que mejoran la vida de las personas.

## Rutas
1. Teruel: > Albarracín, Castillo de Peracense y Monreal del Campo
2. Palencia: > Geoparque Las Loras, Aguilar de Campoo y Frómista
3. Ribeira Sacra > A Cova, Pazo de Arxeriz, Cañón del Sil y San Pedro de Rocas
4. Cuenca > Callejones de Las Majadas y Parque Natural de Segóbriga
5. Arribes del Duero > Mirador del Fraile, Fermoselle, Yecla de Yeltes y Embarcadero de Vilvestre
6. Málaga > Jardín Botánico La Concepción y Alhaurín de la Torre
7. Costa Brava > Peratallada, Playa Rec de Molí y Cadaqués
8. Madrid > Museo Nacional de Ciencias Naturales y Plaza Mayor
9. Cáceres > Parque Natural de Monfragüe
10. Mallorca > Bahía de Cala Mayor, Sancellas y Buñola
11. Asturias > Gijón y Nava
12. San Sebastián > Playa de la Concha y Zumaya
13. Rias Bajas > Combarro Y Ría de Arosa
14. Navarra > Selva de Irati y Pamplona
15. Cantabria > Cabárceno y Playa de Somo
16. Segovia > San Miguel de Bernuy
17. León > Mina Pozo Julia, Las Médulas y Riaño
18. Barcelona > Casa Batlló y Montserrat
19. Ciudad Real > Campo de Criptana y Lagunas de Ruidera
20. Zaragoza > Arco de la Villa y Monasterio de Piedra
21. Almería > Desierto de Tabernas y Parque natural del Cabo de Gata-Níjar
22. Jaén > Refugio antiaéreo Plaza de Santiago
23. Toledo > Barrancas del Burujón
24. Bilbao > Puente de Bizkaia y Mundaka

## Temporadas y episodios
| Temporada | Episodios | Estreno             | Final              | Audiencia media |
| --------- | --------- | ------------------- | ------------------ | --------------- |
| 1         | 12        | 14 de enero de 2023 | 1 de abril de 2023 | 248 000 (2,6%)  |
| 2         | 12        | 13 de enero de 2024 | 6 de abril de 2024 | 207.000 (2,6%)  |

### Temporada 1: Pipper en ruta (2023)
| Programa | Destino           | Día de emisión        | Audiencia      |
| -------- | ----------------- | --------------------- | -------------- |
| 1        | Teruel            | 14 de enero de 2023   | 314 000 (3,1%) |
| 2        | Palencia          | 21 de enero de 2023   | 225 000 (2,2%) |
| 3        | Ribeira Sacra     | 28 de enero de 2023   | 349 000 (3,3%) |
| 4        | Cuenca            | 4 de febrero de 2023  | 312 000 (3,2%) |
| 5        | Arribes del Duero | 11 de febrero de 2023 | 290 000 (2,8%) |
| 6        | Málaga            | 18 de febrero de 2023 | 227 000 (2,5%) |
| 7        | Costa Brava       | 26 de febrero de 2023 | 157 000 (1,5%) |
| 8        | Madrid            | 4 de marzo de 2023    | 259 000 (2,8%) |
| 9        | Cáceres           | 11 de marzo de 2023   | 243 000 (2,7%) |
| 10       | Mallorca          | 18 de marzo de 2023   | 207 000 (2,3%) |
| 11       | Asturias          | 25 de marzo de 2023   | 222 000 (2,5%) |
| 12       | San Sebastián     | 1 de abril de 2023    | 173 000 (2,0%) |

### Temporada 2: Pipper en ruta (2024)
| Programa | Destino     | Día de emisión        | Audiencia      |
| -------- | ----------- | --------------------- | -------------- |
| 13       | Rías Bajas  | 13 de enero de 2024   | 266 000 (2,7%) |
| 14       | Navarra     | 27 de enero de 2024   | 224 000 (2,5%) |
| 15       | Cantabria   | 3 de febrero de 2024  | 185 000 (2,0%) |
| 16       | Segovia     | 10 de febrero de 2024 | 164 000 (1,7%) |
| 17       | León        | 17 de febrero de 2024 | 181 000 (2,0%) |
| 18       | Barcelona   | 24 de febrero de 2024 | 208 000 (2,2%) |
| 19       | Ciudad Real | 2 de marzo de 2024    | 260 000 (2,7%) |
| 20       | Zaragoza    | 9 de marzo de 2024    | 267 000 (2,7%) |
| 21       | Almería     | 15 de marzo de 2024   | 192 000 (2,3%) |
| 22       | Jaén        | 23 de marzo de 2024   | 150 000 (1,8%) |
| 23       | Toledo      | 30 de marzo de 2024   | 209 000 (2,3%) |
| 24       | Bilbao      | 6 de abril de 2024    | 178 000 (2,3%) |